# Каммингс, Карен
 Карен Каммингс (англ. Karen Cummings; род. Бербис) — гайанский политический и государственный деятель. Занимала должность министра иностранных дел с мая 2019 по август 2020 года.

## Биография
Родилась в Бербисе, окончил среднюю школу Бишопс. Имеет степень бакалавра наук в области физики, степень бакалавра медицины Университета Гайаны, а также степень магистра общественного здравоохранения Университета Сент-Джорджес на Гренаде. В 2016 год получила степень доктора общественного здравоохранения в Университете Уолдена в США.
Работала медицинским регистратором в государственной больнице Джорджтауна, а затем была врачом и региональным медицинским суперинтендантом.
В 2014 году стала членом Национальной ассамблеи Гайаны, выступала за равенство полов и реформу системы здравоохранения. 20 мая 2015 года приняла присягу в должности министра здравоохранения в правительстве «Партнёрства за Национальное Единство» и «Альянса за перемены».
2 мая 2019 года была назначена министром иностранных дел президентом Дэвидом Грейнджером, сменив Карла Баррингтона Гриниджа, который был одним из четырех министров правительства, вынужденных уйти в отставку после решения Карибского суда о том, что двойное гражданство является неконституционным для занятия государственной должности. Она призналась репортёрам, что была удивлена тем, что ее выбрали на эту должность, но была «готова к этой работе».
Сообщалось, что во время всеобщих выборов в марте 2020 года она встречался с международными наблюдателями и предупредила, что их аккредитация может быть отозвана, поскольку правительство недовольно сделанными ими заявлениями и подверглась за это критике со стороны бывшего премьер-министра Барбадоса Оуэна Артура и других наблюдателей. Впоследствии правительство выступило с заявлением, в котором говорилось: «Мы сожалеем о недопонимании, которое могло вызвать реплика министра иностранных дел».